# Combertault
Combertault és un municipi francès, situat al departament de la Costa d'Or i a la regió de Borgonya - Franc Comtat. L'any 2007 tenia 461 habitants.

## Demografia

### Població
El 2007 la població de fet de Combertault era de 461 persones. Hi havia 147 famílies, de les quals 15 eren unipersonals (15 dones vivint soles i 15 dones vivint soles), 38 parelles sense fills, 83 parelles amb fills i 11 famílies monoparentals amb fills.
La població ha evolucionat segons el següent gràfic:
Habitants censats

### Habitatges
El 2007 hi havia 152 habitatges, 146 eren l'habitatge principal de la família, 2 eren segones residències i 4 estaven desocupats. 151 eren cases i 1 era un apartament. Dels 146 habitatges principals, 129 estaven ocupats pels seus propietaris, 14 estaven llogats i ocupats pels llogaters i 3 estaven cedits a títol gratuït; 1 tenia dues cambres, 8 en tenien tres, 32 en tenien quatre i 106 en tenien cinc o més. 123 habitatges disposaven pel capbaix d'una plaça de pàrquing. A 40 habitatges hi havia un automòbil i a 105 n'hi havia dos o més.

### Piràmide de població
La piràmide de població per edats i sexe el 2009 era:
| Homes | Edats   | Dones |
| ----- | ------- | ----- |
| 0     | 95 o +  | 0     |
| 0     | 90 a 94 | 0     |
| 0     | 85 a 89 | 0     |
| 0     | 80 a 84 | 0     |
| 0     | 75 a 79 | 0     |
| 0     | 70 a 74 | 0     |
| 16    | 65 a 69 | 8     |
| 4     | 60 a 64 | 8     |
| 4     | 55 a 59 | 4     |
| 16    | 50 a 54 | 20    |
| 16    | 45 a 49 | 4     |
| 4     | 40 a 44 | 12    |
| 0     | 35 a 39 | 8     |
| 16    | 30 a 34 | 4     |
| 32    | 25 a 29 | 16    |
| 8     | 20 a 24 | 4     |
| 8     | 15 a 19 | 4     |
| 4     | 10 a 14 | 16    |
| 0     | 5 a 9   | 20    |
| 20    | 0 a 4   | 8     |

## Economia
El 2007 la població en edat de treballar era de 294 persones, 236 eren actives i 58 eren inactives. De les 236 persones actives 223 estaven ocupades (113 homes i 110 dones) i 13 estaven aturades (6 homes i 7 dones). De les 58 persones inactives 25 estaven jubilades, 25 estaven estudiant i 8 estaven classificades com a «altres inactius».

### Ingressos
El 2009 a Combertault hi havia 156 unitats fiscals que integraven 490 persones, la mediana anual d'ingressos fiscals per persona era de 20.958 €.

### Activitats econòmiques
Dels 15 establiments que hi havia el 2007, 1 era d'una empresa de fabricació de material elèctric, 4 d'empreses de construcció, 4 d'empreses de comerç i reparació d'automòbils, 1 d'una empresa de transport, 1 d'una empresa d'hostatgeria i restauració, 1 d'una empresa d'informació i comunicació, 1 d'una empresa immobiliària, 1 d'una empresa de serveis i 1 d'una entitat de l'administració pública.
Dels 3 establiments de servei als particulars que hi havia el 2009, 1 era un taller de reparació d'automòbils i de material agrícola i 2 paletes.
L'any 2000 a Combertault hi havia 9 explotacions agrícoles que ocupaven un total de 444 hectàrees.

## Equipaments sanitaris i escolars
El 2009 hi havia una escola elemental integrada dins d'un grup escolar amb les comunes properes formant una escola dispersa.

## Poblacions més properes
El següent diagrama mostra les poblacions més properes.